# Gigouzac
 Gigouzac  (en occitano Gigosac) es una población y comuna francesa, situada en la región de Mediodía-Pirineos, departamento de Lot, en el distrito de Cahors y cantón de Catus.

## Demografía
| 193 | 204 | 180 | 204 | 211 | 176 |
| Para los censos de 1962 a 1999 la población legal corresponde a la población sin duplicidades (Fuente: INSEE [Consultar]) |     |     |     |     |     |